# Dlouhá Loučka (Pardubice)
Dlouhá Loučka é uma comuna checa localizada na região de Pardubice, distrito de Svitavy.